# Acantholimon albocalycinum
Acantholimon albocalycinum är en triftväxtart som beskrevs av Mostafa Assadi och Mirtadz. Acantholimon albocalycinum ingår i släktet Acantholimon och familjen triftväxter. Inga underarter finns listade i Catalogue of Life.